# میلاد زنیدپور
میلاد زنیدپور (زاده ۱ فروردین ۱۳۶۵ در اهواز) بازیکن فوتبال ایرانی است.
زنیدپور همچنین سابقه عضویت در باشگاه‌های فولاد، سایپا، پیکان، راه‌آهن٬ استیل‌آذین و داماش گیلان را نیز دارد.
وی در فصل ۹۲–۱۳۹۱ با قراردادی سه ساله به باشگاه فوتبال سپاهان اصفهان پیوست اما به دلیل عدم رضایت از شرایطش در سپاهان خیلی زود تصمیم به ترک این تیم گرفت و در ۲۷ آذر ۱۳۹۱به تیم پیکان پیوست.
او اولین بار در تاریخ ۲۲ اسفند ۱۳۸۶ توسط علی دایی به تیم ملی فوتبال ایران دعوت شد. وی همچنین اولین گل ملی خود را در مقابل تیم ملی قطر به ثمر رسانده‌است. او در زمان افشین قطبی و کارلوس کیروش هم نیز به تیم ملی دعوت شده و به میدان رفته‌است.

## افتخارات
ملی
- قهرمانی فوتبال غرب آسیا
- قهرمانی در مسابقات فوتبال غرب آسیا ۲۰۰۸ به همراه تیم ملی فوتبال ایران